# Mr. T
Laurence Tureaud (født 21. maj 1952), bedre kendt som Mr. T, er en amerikansk skuespiller.
Han er mest kendt for sin rolle som B. A. Baracus i tv-serien The A-Team fra 1980'erne.
Han har også nydt stor succes på film, blandt andet i rollen som bokseren Clubber Lang i Sylvester Stallone-filmen Rocky III fra 1982, hvor Clubber Lang vinder VM-titlen fra Rocky Balboa efter blot et par runder.
Mr. T har også nydt mere succes i ringen. I 1985 deltog han og den regerende WWF-verdensmester i wrestling Hulk Hogan i den første main event nogensinde ved WrestleMania. WrestleMania var på daværende tidspunkt det største wrestlingshow nogensinde, og i showets main event lykkedes det Hulk Hogan og Mr. T at besejre Roddy Piper og Paul Orndorff. Muhammad Ali var desuden gæstedommer i et stjernespækket show.
Mr. T fortsatte wrestlingkarrieren næste år ved at besejre Roddy Piper ved WrestleMania 2. Da Hulk Hogan i 1994 skiftede fra World Wrestling Federation (WWF, i dag WWE), til World Championship Wrestling (WCW), genoptog Mr. T kortvarigt sin wrestlingkarriere. Mr. T var dommer i VM-titelkampen mellem Hulk Hogan og Ric Flair i oktober 1994. Mr. T wrestlede sin sidste kamp mod Kevin Sullivan ved WCW's pay-per-view-show Starrcade i december 1994.
I 2014 blev Mr. T indsat i WWE Hall of Fame aftenen før WrestleMania XXX.

## Udvalgt filmografi
- Rocky III - (1982)
- D.C. Cab - (1983)
- The A-Team - (tv-serie; 1983-1987)
- Spy Hard - (1996)
- Judgment - (2001)
- Not Another Teen Movie - (2001)
- Det regner med frikadeller (stemme, 2010)